# Melignomon
Genre
Le genre Melignomon comprend deux espèces d'oiseaux appartenant à la famille des Indicatoridae.

## Liste des espèces
D'après la classification de référence (version 2.2, 2009) du Congrès ornithologique international (ordre phylogénique) :
- Melignomon zenkeri – Indicateur de Zenker
- Melignomon eisentrauti – Indicateur d'Eisentraut